# Dawood Ibrahim
Dawood Ibrahim, all'anagrafe Sheikh Kaskar Dawood Ibrahim, anche noto con gli pseudonimi di Dawood Ebrahim e Sheikh Hassan Dawood (Khed, 27 dicembre 1955), è un mafioso e terrorista indiano a capo dell'organizzazione criminale D-Company, nella città di Mumbai.
Attualmente è nella lista dei ricercati dell'Interpol per crimine organizzato e contraffazione. È stato posizionato come quarto al posto nella Top 10 dei più temuti criminali del 2008 secondo Forbes. Si è classificato al numero 57 nella lista delle persone più potenti del mondo (sempre secondo Forbes).
Dawood Ibrahim è accusato di essere a capo di un vasto impero illegale in espansione. Dopo gli attentati di Bombay del 1993, organizzati e finanziati da Ibrahim, è diventato l'uomo più ricercato dell'India. Secondo gli Stati Uniti, Ibrahim ha mantenuto stretti legami con al-Qaeda e Osama bin Laden. Di conseguenza, gli Stati Uniti dichiararono Dawood Ibrahim, un "terrorista di pericolo globale" nel 2003 e portato avanti la questione dinanzi alla Nazioni Unite, nel tentativo di congelare i suoi beni in tutto il mondo e reprimere le sue operazioni. L'amministrazione Bush ha da allora imposto numerose sanzioni per Ibrahim ed i suoi collaboratori.
Agenzie di intelligence russe e indiane hanno sottolineato il possibile coinvolgimento di Ibrahim in diversi altri attacchi terroristici, tra cui gli attacchi di Mumbai avvenuti nel novembre 2008.
Il Pakistan nega qualsiasi conoscenza della sua esistenza.  Secondo l'Interpol, Ibrahim è  protetto dall'agenzia di intelligence pakistana, l'Inter Services Intelligence. Assieme all'occupazione indiana del Kashmir, la questione dell'estradizione di Dawood Ibrahim è uno dei principali ostacoli nel gelido rapporto tra India e Pakistan.